# MG D-Type
La D-Type è un'autovettura prodotta dalla Morris Garages dal 1931 al 1932.

## Storia
Il modello aveva installato il motore della MG M-Type ed il telaio della MG C-Type, e fu disponibile in versione roadster e salonette. Della prima versione ne vennero fabbricati 208 esemplari, mentre della seconda 37. Cinque esemplari furono spediti a carrozzieri privati.
La D-Type aveva installato un motore in linea a quattro cilindri da 847 cm³ di cilindrata a distribuzione monoalbero. Dotato di un singolo carburatore SU, questo propulsore produceva 27 CV di potenza a 4.500 giri al minuto ed era installato anteriormente. La trazione era posteriore, mentre il cambio era tre rapporti non sincronizzati. Il quarto rapporto era opzionale. Le sospensioni erano a balestra, mentre i freni erano a tamburo ed agivano tramite un cavo.
Il modello raggiungeva una velocità massima di 97 km/h. La D-Type è oggi una vettura relativamente rara, anche perché molti esemplari sono stati convertiti in repliche della C-Type. Esternamente identica alla D-Type era la F-Type, che però aveva installato un motore più grande.